# TRX
A TRX egy levédett márkanév, a cég fő profilja a saját tervezésű sporteszközök (TRX Suspension Trainer és a TRX Rip Trainer) értékesítése, ezen eszközökkel kapcsolatos edzésprogramok készítése, és az eszközökhöz tartozó oktatás, edzőképzés.

## A TRX Suspension Trainer
A TRX Suspension Trainer a funkcionális edzés egyik alapeszköze, amely izomláncok edzését teszi lehetővé. A TRX egy mozaik szó, jelentése teljes testtel végzett ellenállásos edzés (Totalbody Resistance Exercise). A Suspension Trainer egy könnyen hordozható heveder-rendszer, mely mobil edzőteremként használható. A felfüggesztéses edzés (Suspension Training) jellemzője, hogy a felhasználó kezét vagy lábát egy felfüggesztési pont tartja, miközben a másik végtaggal a talajon támaszkodik. Ellenállásként a saját testsúlyt használja, az intenzitást a test talajjal bezárt szöge illetve a stabilitás adja. Ezáltal gyakorlatok százainak elvégzését teszi lehetővé. Alkalmazható bárhol, bármilyen fittségi szinten, és bármilyen fittségi célhoz. Használatával erőt, állóképességet, koordinációt, hajlékonyságot, és a core izmok stabilitását tudjuk fejleszteni.
Az eszközt Randy Hetrick fejlesztette ki az amerikai haditengerészet elit alakulatánál, az ezredforduló körüli években. Fitness Anywhere nevű cégét 2004-ben alapította.

## A TRX Rip Trainer
A TRX Rip Trainer egy 1.2 m hosszú, 1.8 kg súlyú vasrúd, melynek egyik végéhez rugalmas ellenállás (gumikötél) csatlakozik.  A Rip Trainer az elasztikus ellenállás előnyeit kihasználva aszimmetrikus terhelést nyújt, mely állandó kihívást jelent az egyensúly megtartása és a maximális izomépítés szempontjából. Ezzel fejleszthető a rotációs erő kontrollálása és generálása, a törzsstabilitás, a koordináció, az izometrikus, és a dinamikus gyorserő. Használatával teljes testes edzés végezhető. Használható bárhol, bármilyen fittségi szinten, és bármilyen fittségi célhoz, rehabilitációtól az élsportig.
A TRX Rip Trainert Pete Holman amerikai gyógytornász, erőnléti edző, amerikai taekwondo-bajnok, az amerikai taekwondo válogatott egykori kapitánya fejlesztette ki, és eszközével 2011 tavaszán csatlakozott a Fitness Anywhere LLC-hez.

## Kritikája
Kedvelői szerint a TRX-szel fejleszthető a mozgékonyság és a stabilitás, javítja az anyagcserét, szikár izmokat eredményez, fejleszti a funkcionális erőt. Alapítója szerint "Azok az emberek, akik szeretik a jógát és a pilatest, szeretik a TRX-et is, mert vannak hasonlóságok". Néhány ellenzője szerint azonban a felfüggesztett hevederek instabilitása sérülésekhez vezethet, különösen azoknál, akiknek már volt ízületi vagy hátsérülése, vagy nem megfelelő törzsizomzattal rendelkeznek.
- Suspension Training: How Risky Is It?
- Does TRX exercising hurt your shoulders?